# Saint-Loup-Terrier
Saint-Loup-Terrier és un municipi francès situat al departament de les Ardenes i a la regió del Gran Est. L'any 2007 tenia 161 habitants.

## Demografia

### Població
El 2007 la població de fet de Saint-Loup-Terrier era de 161 persones. Hi havia 64 famílies de les quals 12 eren unipersonals (12 dones vivint soles i 12 dones vivint soles), 20 parelles sense fills, 24 parelles amb fills i 8 famílies monoparentals amb fills.
La població ha evolucionat segons el següent gràfic:
Habitants censats

### Habitatges
El 2007 hi havia 79 habitatges, 62 eren l'habitatge principal de la família, 11 eren segones residències i 6 estaven desocupats. Tots els 78 habitatges eren cases. Dels 62 habitatges principals, 56 estaven ocupats pels seus propietaris, 4 estaven llogats i ocupats pels llogaters i 2 estaven cedits a títol gratuït; 12 tenien quatre cambres i 50 en tenien cinc o més. 50 habitatges disposaven pel capbaix d'una plaça de pàrquing. A 24 habitatges hi havia un automòbil i a 34 n'hi havia dos o més.

### Piràmide de població
La piràmide de població per edats i sexe el 2009 era:
| Homes | Edats   | Dones |
| ----- | ------- | ----- |
| 0     | 95 o +  | 0     |
| 0     | 90 a 94 | 4     |
| 0     | 85 a 89 | 8     |
| 0     | 80 a 84 | 0     |
| 8     | 75 a 79 | 4     |
| 0     | 70 a 74 | 0     |
| 4     | 65 a 69 | 0     |
| 0     | 60 a 64 | 4     |
| 0     | 55 a 59 | 0     |
| 12    | 50 a 54 | 4     |
| 8     | 45 a 49 | 4     |
| 8     | 40 a 44 | 4     |
| 4     | 35 a 39 | 8     |
| 0     | 30 a 34 | 4     |
| 12    | 25 a 29 | 4     |
| 8     | 20 a 24 | 4     |
| 12    | 15 a 19 | 12    |
| 8     | 10 a 14 | 4     |
| 4     | 5 a 9   | 0     |
| 4     | 0 a 4   | 0     |

## Economia
El 2007 la població en edat de treballar era de 106 persones, 80 eren actives i 26 eren inactives. De les 80 persones actives 76 estaven ocupades (42 homes i 34 dones) i 4 estaven aturades (3 homes i 1 dona). De les 26 persones inactives 13 estaven jubilades, 7 estaven estudiant i 6 estaven classificades com a «altres inactius».

### Ingressos
El 2009 a Saint-Loup-Terrier hi havia 62 unitats fiscals que integraven 161 persones, la mediana anual d'ingressos fiscals per persona era de 17.246 €.

### Activitats econòmiques
Dels 8 establiments que hi havia el 2007, 1 era d'una empresa de fabricació d'altres productes industrials, 5 d'empreses de construcció, 1 d'una empresa de comerç i reparació d'automòbils i 1 d'una empresa de serveis.
Dels 6 establiments de servei als particulars que hi havia el 2009, 1 era un taller de reparació d'automòbils i de material agrícola, 2 paletes, 1 fusteria, 1 lampisteria i 1 empresa de construcció.
L'any 2000 a Saint-Loup-Terrier hi havia 13 explotacions agrícoles.

## Equipaments sanitaris i escolars
El 2009 hi havia una escola elemental integrada dins d'un grup escolar amb les comunes properes formant una escola dispersa.

## Poblacions més properes
El següent diagrama mostra les poblacions més properes.